# I've mania tracks vol I
I've mania tracks vol I es un recopilatorio del grupo japonés de producción de música electrónica, I've Sound y es el primer volumen de la serie I've mania tracks. Este recopilatorio fue vendido en el Comicket junto con la edición especial de Short circuit II y en la gira de presentación de dicho álbum. Se trata de una recopilación cuyas canciones no pudieron ser incluidas en la serie "Girls compilation" y que hasta entonces eran difíciles de encontrar. El disco se publicó el 29 de diciembre de 2007.
Los cantantes que intervienen en este disco son: Outer, KOTOKO, Mami Kawada, Eiko Shimamiya, CG Mix, MOMO, Inosuke Tsutsumi y I've special unit(Unión especial compuesta por: KOTOKO, Mami Kawada, Eiko Shimamiya, MELL, Kaori Utatsuki, MOMO y SHIHO.

## Canciones
1. Outer: Synthetic organism (Canción inserta en Hatsujō Karte: Hiiro no ryōjoku niku omocha)
Composición: Kazuya Takase
Arreglos: Tomoyuki Nakazawa
2. MOMO: DROWNING -Ghetto blaster style (Canción inserta en Shinjin Kangofu Miho: Jūkyūsai no kutsujoku nikki enclosure)
Letra: KOTOKO
Composición: Kazuya Takse
Arreglos: Tomoyuki Nakazawa
3. KOTOKO: HALLUCINO -Remix- (Canción inserta en Mugen no Meikyū Platinum Edition enclosure)
Letra: KOTOKO
Composición: Tomoyuki Nakazawa
Arreglos: Sorma
4. Inosuke Tsutsumi: Treating 2 U 2007
Composición: Kazuya Takase
Cantado originalmente por: MAKO
5. KOTOKO: Time heals all sorrows (Canción de apertura de Care: Iyasubeki Fuji no Kyōki)
Letra: KOTOKO
Composición: Kazuya Takase
6. Mami Kawada: Lythrum (Canción de cierre de Gibo shima SLG)
Letra: KOTOKO
Composición: CG Mix
7. Outer: L. A. M. Laze and meditation (Versión original de Korashime: Kyōikuteki Shidō)
Composición: Kazuya Takase
8. Eiko Shimamiya: Sensitive (Canción de cierre de Gibomai mini Fandisc)
Letra: KOTOKO
Composición: Kazuya Takase
9. KOTOKO: Crossed destiny (Canción del CD de Only You: Re Cross Official Guide enclosure)
Letra: KOTOKO
Composición: Shade
Arreglos: Kazuya Takase y Tomoyuki Nakazawa
10. KOTOKO: Philosophy Proto type mix (Canción original de Kazoku Keikaku)
Letra: KOTOKO y Kazuya Takase
Composición: Kazuya Takase
Originalmente cantado por: MOMO
11. Outer: Leave me hell alone (Canción de apertura de Devote2: Ikenai Hōkago)
Letra: Ben
Composición: Kazuya Takase
Arreglos: Outer
12. CG Mix: Welcome to heaven (Canción de apertura de Gakuen Heaven Okawari!)
Letra: A.I.S.
Composición: CG Mix
13. I've special unit: See you -Chiisana eien- (〜小さな永遠〜)
Letra: Masaki Tsuzuki y Kazuya Takase
Composición: Kazuya Takase